# Cratere Pangboche
Pangboche  è un cratere sulla superficie di Marte.